# Lista odcinków serialu Designated Survivor
Lista odcinków serialu telewizyjnego Designated Survivor – emitowanego przez amerykańską stację telewizyjną ABC od 21 września 2016 roku do 16 maja 2018 roku. Od trzeciego sezonu serial jest udostępniony przez platformę Netflix. Natomiast w Polsce serial jest emitowany od 22 września 2016 roku serial  przez platformę Netflix.
| Sezon | Odcinki | Oryginalna emisja | Oryginalna emisja | Oryginalna emisja | Oryginalna emisja | Oryginalna emisja |
| Sezon | Odcinki | Premiera sezonu   | Finał sezonu      | Premiera sezonu   | Finał sezonu      |                   |
| ----- | ------- | ----------------- | ----------------- | ----------------- | ----------------- | ----------------- |
| 1     | 21      | 21 września 2016  | 17 maja 2017      | 22 września 2016  | 14 czerwca 2017   |                   |
| 2     | 22      | 27 września 2017  | 16 maja 2018      | 28 września 2017  | 17 maja 2018      |                   |
| 3     | 10      | 7 czerwca 2019    | 7 czerwca 2019    | 7 czerwca 2019    | 7 czerwca 2019    |                   |

## Sezon 1 (2016-2017)
| Nr | #  | Tytuł oryginalny         | Tytuł polski                   | Reżyseria            | Scenariusz                                | Premiera w ABC       |
| -- | -- | ------------------------ | ------------------------------ | -------------------- | ----------------------------------------- | -------------------- |
| 1  | 1  | Pilot                    | Pilot                          | Paul McGuigan        | David Guggenheim                          | 21 września 2016     |
| 2  | 2  | The First Day            | Pierwszy dzień                 | Brad Turner          | Jon Harmon Feldman, David Guggenheim      | 28 września 2016     |
| 3  | 3  | The Confession           | Wyznanie                       | Sergio Mimica-Gezzan | Jennifer Johnson, Paul Redford            | 5 października 2016  |
| 4  | 4  | The Enemy                | Wróg                           | Paul Edwards         | Dana Ledoux Miller, Jon Harmon Feldman    | 12 października 2016 |
| 5  | 5  | The Mission              | Misja                          | Paul Edwards         | Sang Kyu Kim, Michael Russell Gunn        | 26 października 2016 |
| 6  | 6  | The Interrogation        | Przesłuchanie                  | Michael Katleman     | Barbie Kligman, Jenna Richman             | 9 listopada 2016     |
| 7  | 7  | The Traitor              | Zdrajca                        | Frederick E.O. Toye  | Jennifer Johnson, Michael Russell Gunn    | 16 listopada 2016    |
| 8  | 8  | The Results              | Wyniki                         | Chris Grismer        | Paul Redford, Sang Kyu Kim                | 30 listopada 2016    |
| 9  | 9  | The Blueprint            | Plan                           | Richard J. Lewis     | Dana Dedoux Miller, Michael Russell Gunn. | 7 grudnia 2016       |
| 10 | 10 | The Oath                 | Przysięga                      | Fred Toye            | David Guggenheim                          | 14 grudnia 2016      |
| 11 | 11 | Warriors                 | Wojownicy                      | Stephen Surjik       | Paul Redford, Carol Flint                 | 8 marca 2017         |
| 12 | 12 | The End of the Beginning | Koniec początku                | Mike Listo           | David Guggenheim                          | 15 marca 2017        |
| 13 | 13 | Backfire                 | Ruch wyprzedzający             | Tara Nicole Weyr     | Sang Kyu Kim, Pierluigi D. Cothran        | 22 marca 2017        |
| 14 | 14 | Commander-in-Chief       | Naczelny dowódca sił zbrojnych | Fred Toye            | Michael Russell Gunn                      | 29 marca 2017        |
| 15 | 15 | One Hundred Days         | Sto lat                        | Ken Fink             | Dana Ledoux                               | 5 kwietnia 2017      |
| 16 | 16 | Party Lines              | Partyjne podziały              | Mike Listo           | Jenna Richman                             | 12 kwietnia 2017     |
| 17 | 17 | The Ninth Seat           | Dziewiąty sędzia               | Frederick E.O. Toye  | Paul Redford                              | 19 kwietnia 2017     |
| 18 | 18 | Lazarus                  | Jak Łazarz                     | Chris Grismer        | Jennifer Johnson                          | 26 kwietnia 2017     |
| 19 | 19 | Misalliance              | Trudny sojusz                  | Norberto Barba       | Dana LeDoux Miller, Jenna Richman         | 3 maja 2017          |
| 20 | 20 | Bombshell                | Sensacyjna wiadomość           | Sharat Raju          | Sang Kyu Kim                              | 10 maja 2017         |
| 21 | 21 | Brace for Impac          | Szykuj się na cios             | Frederick E.O. Toye  | David Guggenheim                          | 17 maja 2017         |

## Sezon 2 (2017-2018)
| Nr | #  | Tytuł oryginalny   | Tytuł polski        | Reżyseria           | Scenariusz                            | Premiera w ABC       |
| -- | -- | ------------------ | ------------------- | ------------------- | ------------------------------------- | -------------------- |
| 22 | 1  | One Year In        | Minął rok           | Chris Grismer       | Keith Eisner                          | 27 września 2017     |
| 23 | 2  | Sting of the Tail  | Koniec żałosny      | Frederick E.O. Toye | Keith Eisner                          | 4 października 2017  |
| 24 | 3  | Outbreak           | Epidemia            | Chris Grismer       | Ashley Gable                          | 11 października 2017 |
| 25 | 4  | Equilibrium        | Równowaga           | Joe Lazarov         | Paul Redford, Keith Eisner            | 18 października 2017 |
| 26 | 5  | Suckers            | Frajerzy            | Fred Gerber         | Bill Chais                            | 25 października 2017 |
| 27 | 6  | Two Ships          | Dwa okręty          | Leslie Libman       | Jessica Grasl                         | 1 listopada 2017     |
| 28 | 7  | Family Ties        | Więzy rodzinne      | Milan Cheylov       | Pierluigi D. Cothran                  | 15 listopada 2017    |
| 29 | 8  | Home               | Powrót do domu      | Ian Toynton         | Pat Cunnane                           | 29 listopada 2017    |
| 30 | 9  | Three-Letter Day   | Dzień trzech listów | Jeanott Swarc       | Bill Chais, Ashley Arena              | 6 grudnia 2017       |
| 31 | 10 | Line of Fire       | Na linii ognia      | Chris Grismer       | Keith Eisner                          | 13 grudnia 2017      |
| 32 | 11 | Grief              | Żal                 | Timothy Busfield    | Keith Eisner                          | 28 lutego 2018       |
| 33 | 12 | The Final Frontier | Ostateczna granica  | Sharat Raju         | Jeff Melvoin                          | 7 marca 2018         |
| 34 | 13 | Original Sin       | Grzech pieworodny   | Bosede Williams     | Ashley Gable                          | 14 marca 2018        |
| 35 | 14 | In The Dark        | W mroku             | Carol Banker        | Bill Chais                            | 21 marca 2018        |
| 36 | 15 | Summit             | Szczyt              | Chris Grismer       | Jessica Grasl                         | 28 marca 2018        |
| 37 | 16 | Fallout            | Brudne konsekwencje | Joe Lazarov         | Tom Garrigus                          | 4 kwietnia 2018      |
| 38 | 17 | Overkill           | Przesada?           | Jeff T. Thomas      | Jeff Melvoin, Tracey Rice             | 11 kwietnia 2018     |
| 39 | 18 | Kirkman Agonistes  | Kirkman walczący    | Leslie Libman       | Pierluigi D. Cothran, Patrick Cunnane | 18 kwietnia 2018     |
| 40 | 19 | Capacity           | Stan prezydenta     | David Warry-Smith   | Keith Eisner                          | 25 kwietnia 2018     |
| 41 | 20 | Bad Reception      | Marny bal           | Chris Grismer       | Tom Garrigus, Jessica Grasl           | 2 maja 2018          |
| 42 | 21 | Target             | Cel                 | Timothy Busfield    | Bill Chais, Ashley Gable              | 9 maja 2018          |
| 43 | 22 | Run                | Decyzja             | Chris Grimer        | Keith Eisner                          | 16 maja 2018         |

## Sezon 3 (2019)
| Nr | #  | Tytuł oryginalny     | Tytuł polski | Reżyseria        | Scenariusz                                    | Premiera w Netflix |
| -- | -- | -------------------- | ------------ | ---------------- | --------------------------------------------- | ------------------ |
| 44 | 1  | #thesystemisbroken   |              | Chris Grismer    | Adam Stein                                    | 7 czerwca 2019     |
| 45 | 2  | #slipperyslope       |              | Peter Leto       | Dawn DeNoon                                   | 7 czerwca 2019     |
| 46 | 3  | #privacyplease       |              | Timothy Busfield | Peter Noah                                    | 7 czerwca 2019     |
| 47 | 4  | #makehistory         |              | Chris Grismer    | Ricardo Pérez González                        | 7 czerwca 2019     |
| 48 | 5  | #nothingpersonal     |              | Peter Leto       | Kendra Chanae Chapman                         | 7 czerwca 2019     |
| 49 | 6  | #whocares            |              | Chris Grismer    | Drew Westcott                                 | 7 czerwca 2019     |
| 50 | 7  | #identity/crisis     |              | Sudz Sutherland  | Adam Stein                                    | 7 czerwca 2019     |
| 51 | 8  | #scaredsh*tless      |              | Sudz Sutherland  | Kendra Chanae Chapman, Ricardo Pérez González | 7 czerwca 2019     |
| 52 | 9  | #undecided           |              | Peter Leto       | Dawn DeNoon                                   | 7 czerwca 2019     |
| 53 | 10 | #truthorconsequences |              | Chris Grismer    | Peter Noah                                    | 7 czerwca 2019     |